# Castello-di-Rostino
Castello-di-Rostino är en kommun i departementet Haute-Corse på ön Korsika i Frankrike. Kommunen ligger i kantonen Castifao-Morosaglia som tillhör arrondissementet Corte. År 2022 hade Castello-di-Rostino 508 invånare.

## Befolkningsutveckling
Antalet invånare i kommunen Castello-di-Rostino
Referens:INSEE